# Molare
Molare – miejscowość i gmina we Włoszech, w regionie Piemont, w prowincji Alessandria.
Według danych na styczeń 2010 gminę zamieszkiwało 2280 osób przy gęstości zaludnienia 69,5 os./1 km².